# Estação Floresta
A Estação Floresta é uma das estações do Metrô de Medellín, situada em Medellín, entre a Estação Estadio e a Estação Santa Lucía. Administrada pela Empresa de Transporte Masivo del Valle de Aburrá Limitada (ETMVA), faz parte da Linha B.
Foi inaugurada em 28 de fevereiro de 1996. Localiza-se no cruzamento da Carrera 80 com a Rua 48. Atende os bairros Calazans, El Velodromo, Estadio e La Floresta, situados na comuna de Laureles - Estadio.